# Littletown (Arizona)
Littletown ist ein kleiner Ort Vorort von Tucson im Pima County im US-Bundesstaat Arizona. Zum Zeitpunkt der Volkszählung 2010 lebten in Littletown 1010 Einwohner auf einer Fläche von 1,2 km². Im Jahr 2017 wurde Littletown, bis dahin ein Census-designated place, in die Großstadt Tucson eingegliedert, sodass seitdem keine offiziellen Bevölkerungszahlen für diesen Ort mehr ermittelt werden.
Littletown liegt südöstlich von Tucson, zwischen dem Stadtkern von Tucson und Littletown liegt Drexel-Alvernon. Auch Drexel-Alvernon gehört inzwischen zu Tucson.
Littletown befindet sich unmittelbar an der Interstate 10 und verfügt mit der Los Reales Road und der Valencia Road gleich zwei direkte Straßenverbindungen zum Tucson International Airport (rund fünf Kilometer entfernt).